# SAGEM my405X
Sagem my405x – telefon marki Sagem. Został zaprojektowany aby zastąpić model my400x/my401x. Posiada 64 MB pamięci, odtwarzacz MP3, oraz złącze miniUSB, dzięki któremu można łatwo przenosić muzykę z komputera na telefon.